# André Combes (1905-1987)
Pour les articles homonymes, voir André Combes.
André Combes (5 mars 1905 – 22 décembre 1987) est un professeur et mathématicien français.

## Biographie
André Combes naît le 5 mars 1905,.
André Combes est professeur honoraire de mathématiques au lycée Voltaire de Paris,.
Il décède le 22 décembre 1987,.